# Stade Enrique-Roca de Murcie
Ne doit pas être confondu avec Stade de la Condomina.
Le nouveau stade de la Condomina (en espagnol : Estadio Nueva Condomina), appelé stade Enrique-Roca de Murcie (en espagnol : Estadio Enrique Roca de Murcia) par contrat de naming, est un stade situé dans la ville de Murcie en Espagne.

## Galerie

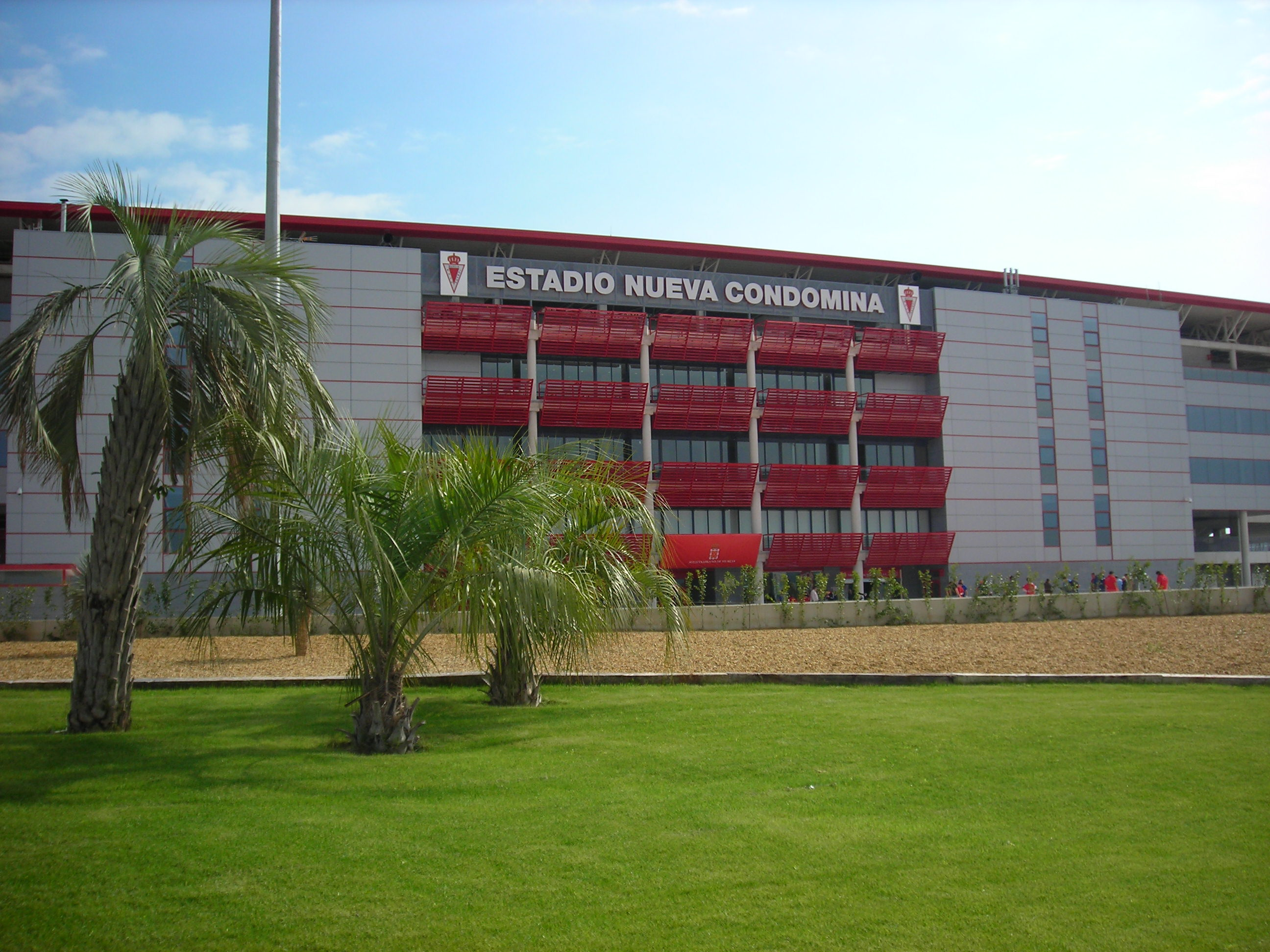